# Merla d'aigua nord-americana
La merla d'aigua nord-americana (Cinclus mexicanus) és un ocell bru i arrodonit, d'hàbits aquàtics, que viu a l'Amèrica del Nord i Central.

## Morfologia
- Fa 16,5 cm de llargària i 46 g de pes. Té potes llargues, i balanceja el seu cos cap amunt i avall durant les pauses, ja que s'alimenta bussejant sota les roques en corrents fluvials.
- De color bru amb el cap de vegades tenyit amb plomes de color marró i blanc en les parpelles.
- Aquesta espècie, com les altres merles d'aigua, està equipada amb un parpella extra anomenada "membrana nictitant" que li permet veure sota l'aigua, i pot també tancar les seves fosses nasals quan es submergeix. Produeix també més oli que la majoria de les aus, cosa que li permet mantenir-se calent quan està a la recerca d'aliment sota l'aigua.

## Hàbitat i distribució
Habita les regions muntanyoses de l'Amèrica Central i l'oest d'Amèrica del Nord, des de Panamà fins a Alaska. En general, és un ocell sedentari, fent moviments lleugers al sud o les elevacions més baixes si és necessari per trobar l'aliment o aigua no congelada. La presència d'aquesta espècie és un indicador de la qualitat de l'aigua, i ha desaparegut d'alguns llocs a causa de la contaminació o l'augment de càrrega de sediments en els rierols.

## Alimentació
En la majoria dels seus hàbits, s'assembla molt a la merla d'aigua d'Europa. S'alimenta d'insectes aquàtics i les seves larves, incloses les nimfes de libèl·lula i les larves de frigànies. Així mateix, pot caçar petits peixos o capgrossos. El seu costum de bussejar i caminar al llarg de la part inferior dels rierols a la recerca de menjar a vegades fa que puga ser presa ocasional de salmons o altres peixos de grans dimensions.

## Reproducció
El niu d'aquesta espècie és una estructura en forma de globus, amb una entrada lateral, a prop de l'aigua, en un sortint de roca, vora del riu, darrere d'una cascada, o sota un pont. La posta habitual són 2-4 ous de color blanc, incubats només per la femella, durant 15-17 dies. Els pollets romanen al niu 20-25 dies. El mascle ajuda a alimentar els joves.

## Taxonomia
Pertany a la família dels cínclids (Cinclidae), dins del gran ordre dels Passeriformes. Se n'han descrit cinc subespècies:
- Cinclus mexicanus anthonyi Griscom 1930
- Cinclus mexicanus ardesiacus Salvin 1867
- Cinclus mexicanus dickermani Phillips,AR 1966
- Cinclus mexicanus mexicanus Swainson 1827
- Cinclus mexicanus unicolor Bonaparte 1827